# Seu episcopal

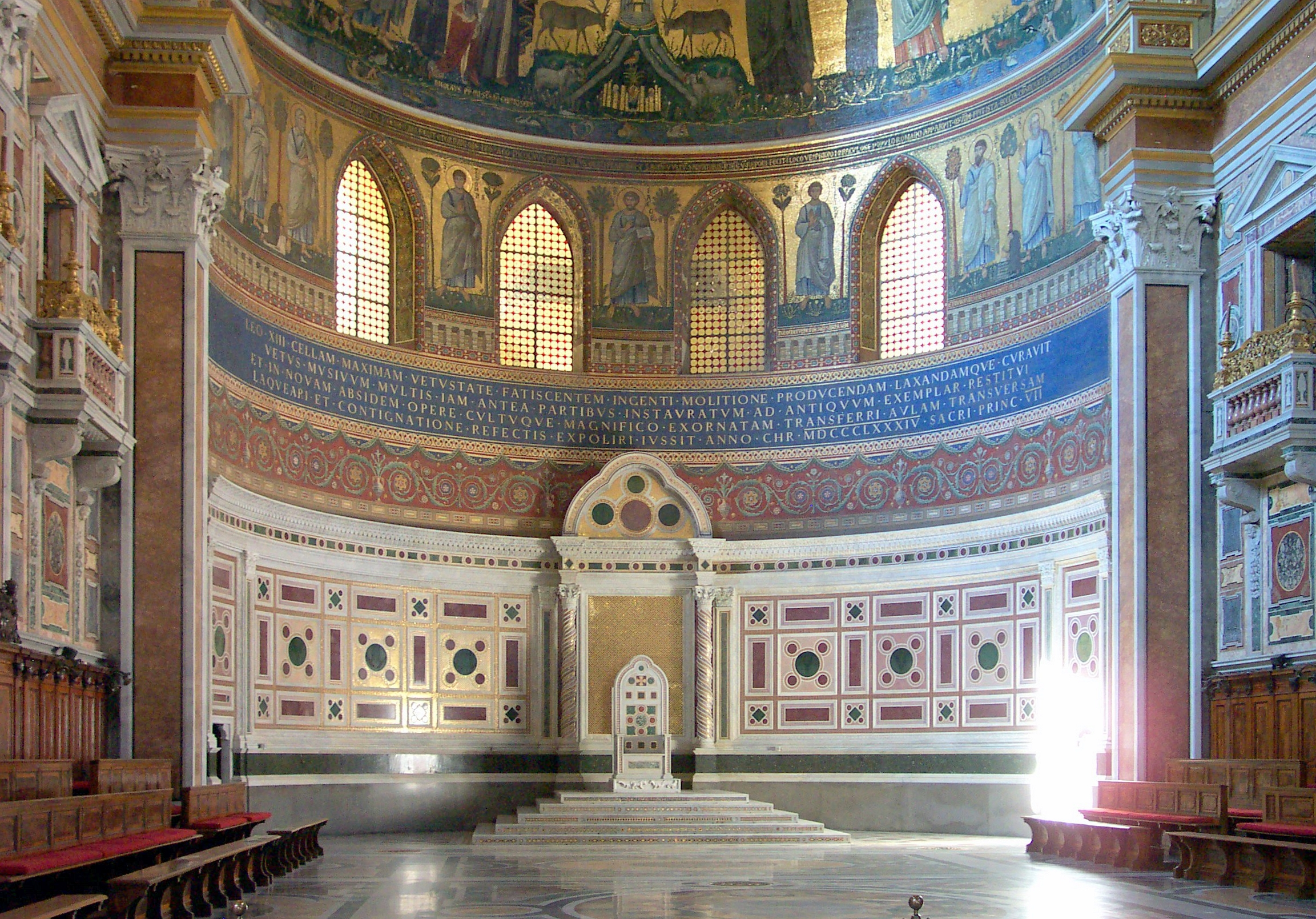
La seu o càtedra del Bisbe de Roma a la basílica de San Giovanni in Laterano

Una seu episcopal o simplement seu és, en el significat habitual de l'expressió, l'àrea de la jurisdicció eclesiàstica d'un bisbe. Frases relatives a les accions que ocorren dins o fora d'una seu episcopal indiquen la importància geogràfica del terme, per la qual cosa és sinònim de diòcesi.
La paraula seu deriva del llatí sedes, que en el seu sentit original denota el seient o la cadira que, en el cas d'un bisbe, és el primer símbol de l'autoritat del bisbe. Aquesta cadira simbòlica és també coneguda com la càtedra del bisbe, i es col·loca a l'església principal de la diòcesi, que per aquesta raó es diu la catedral del bisbe, en llatí ecclesia cathedralis, és a dir, l'església de la càtedra. La paraula tron també s'utilitza, especialment a l'Església Ortodoxa Oriental, tant per a la seu i per a la zona de jurisdicció eclesiàstica.
El terme "seu" també s'utilitza de la ciutat on es troba la catedral o la residència del bisbe.

## Catolicisme
Al catolicisme romà cada diòcesi es considera una seu en si mateixa amb una certa lleialtat a la Seu de Roma. La idea de veure com a entitat sobirana és una mica complicada a causa de l'existència de les 23 Esglésies Particulars de l'Església Catòlica Romana. L'Església occidental i els seus homòlegs catòlics orientals reserven tot un nivell d'autonomia, però cadascun d'ells també es divideix en veus més petites (diòcesis i arxidiòcesis). La visió episcopal del Papa, el bisbe de Roma, és coneguda com "la Santa Seu" o "la Seu Apostòlica", reclamant la supremacia papal enfront tot el catolicisme.

## Església ortodoxa
Al si de l'Església Ortodoxa es considera a tots els bisbes com sacramentalment iguals, i, en principi, dotats d'igual autoritat, cadascun a la seva pròpia seu. Certs bisbes poden concedir tasques administratives addicionals pel que fa a regions més àmplies (com en la idea de la Pentarquia), però aquests poders són limitats i no s'estenen sobre tota l'església. Així, els ortodoxos orientals s'oposen a la idea de supremacia papal o qualsevol supremacia similar per part d'un bisbe.